# Hellmut von Gerlach
Pour les articles homonymes, voir Gerlach.
Hellmut Georg von Gerlach (né le 2 février 1866 à Mönchmotschelnitz en province de Silésie (aujourd'hui Moczydlnica Klasztorna) et  mort le 1er août 1935 à Paris) est un journaliste, écrivain, militant pacifiste et homme politique allemand.

## Biographie
Hellmut von Gerlach est né à Mönchmotschelnitz, il est le fils du propriétaire terrien Max von Gerlach et de sa femme Welly née Peyer. Son grand-père paternel est Karl von Gerlach (1792-1863), chef de la police à Berlin, président du district de Cologne et d'Erfurt, et son arrière-grand-père maternel Johann Gottlieb Koppe (de) (1782-1863). Après des études de droit à l'université de Genève, Strasbourg, Leipzig et à l'université Humboldt de Berlin, Gerlach entre dans la fonction publique prussienne. Pendant ses études, il est membre de l'Union des associations des étudiants allemande (Verband der Vereine Deutscher Studenten). Il gagne ses premiers galons de journaliste comme collaborateur au Deutsches Adelsblatt.
En 1892, Gerlach quitte la fonction publique pour se consacrer exclusivement à ses travaux politiques et journalistiques. Tout d'abord, il est proche de l'aile antisémite et chrétien-social des conservateurs autour d'Adolf Stoecker. De 1892 à 1896, il est rédacteur du quotidien chrétien-social Das Volk. Sous l'influence de Friedrich Naumann, Gerlach développe toutefois très vite une position politique libérale. Avec Naumann, il fonde l'Association nationale-sociale en 1896.
De 1898 à 1901 et à nouveau à partir de 1906, il est chef-rédacteur de l'hebdomadaire berlinois Die Welt am Montag (de). Dans ces contributions, il plaide pour des réformes politiques pour la parlementarisation de l'empire. Gerlach mobilise alors deux circonscriptions pour accéder pour le compte des nationaux-sociaux à la chambre des députés de Prusse et au Reichstag. Dans le canton prussien de Lingen-Bentheim, à l'extrême ouest de la province du Hanovre à la frontière néerlandaise, il fonde des associations d'ouvriers nationales-sociales, qui connaissent une grande influence dans les communes d'ouvriers du textile de Nordhorn, Schüttorf et Gildehaus tout comme parmi les travailleurs du chemin de faire de Lingen. En 1898, il remporte tant d'électeurs que dans l'alliance avec le Zentrum dans cette partie de l'ancien canton du député Ludwig Windthorst, malgré la pression exercée contre ses sympathisants et contre le Zentrum, l'élection de Gerlach à la Chambre des députés de Prusse est à portée de main. C'est alors que les fabricants nationaux-libéraux proposent au Zentrum, parti qu'ils haïssent tant, d'élire un homme du Zentrum afin d'empêcher une victoire de Gerlach. Étant donné qu'il organise le monde ouvrier jusqu'alors tolérant, Gerlach et les nationaux-sociaux deviennent pour quelques années les adversaires des fabricants. Le Zentrum accepte la proposition des nationaux libéraux, si bien que l'on assiste à un comportement électoral des nationaux libéraux qui fait sensation. Bien que von Gerlach dispose avec le Schüttorfer Zeitung d'un organe de presse hautement actif et qu'il ait pu par la suite lors des élections suivantes de 1903 augmenter le nombre de ses voix, sa candidature reste sans succès tout comme celles dans la circonscription de Meppen en janvier et juin 1903. 
Toutefois, son travail politique dans la circonscription de Marbourg-Frankenberg-Kirchhain remporte davantage de succès. En tant qu'unique national-social, von Gerlach fait partie du Reichstag de juin 1903 à janvier 1907. Il s'engage alors comme stagiaire dans l'Union radicale puisque le Nationalsoziale Verein se dissout après la défaite électorale de 1903. Il est élu avec l'aide du Zentrum et de la SPD. En 1907, il perd la circonscription au profit d'un employé du Deutscher Landbund (de). En 1908, Gerlach quitte l'Union radicale et cofonde l'Union démocratique (de).
Pendant la Première Guerre mondiale, il adopte une position pacifiste. Convaincu de la responsabilité allemande, il exige dans le journal Die Welt am Montag (de) une politique de conciliation. En 1918, il appartient avec Friedrich Naumann aux fondateurs de la DDP et de la Deutsche Friedensgesellschaft. En 1918/1919, Gerlach est sous-secrétaire au ministère de l'Intérieur prussien. À ce poste, il s'emploie à soutenir une politique de réconciliation germano-polonaise et se fait à cette occasion beaucoup d'ennemis.
En 1919, il entre au conseil du Bureau international de la paix. En tant que journaliste, il combat les tentatives de renversements politiques venus des cercles de droite. C'est ainsi qu'il s'engage pour une politique d'exécution du Traité de Versailles et fustige le réarmement illégal. Dans le Welt am Montag, il milite particulièrement pour une réconciliation franco-allemande. En 1920, Gerlach échappe de peu à un attentat commis par les cercles nationalistes. En 1922, il quitte la DDP et devient président en 1926 de la Ligue allemande des droits de l'homme. Il est élu la même année président-adjoint du Deutsches Friedenskartell. À cette fonction, il prend part à plusieurs congrès internationaux pour la paix. En 1930, il est l'un des membres fondateurs du parti radical démocrate qui n'exercera aucune influence.
En 1932, il reprend la direction de Die Weltbühne, Carl von Ossietzky étant en prison. Après l'arrivée au pouvoir des nationaux-socialistes, Gerlach s'exile en mars 1933 en Autriche. Il est inscrit sur la liste des gens qui perdent leur citoyenneté allemande. À l'invitation de la Ligue française pour les droits de l'Homme, il vient s'installer à Paris où il continue son engagement de journaliste et de pacifiste et met en garde contre le national-socialisme.
Il nomine avec succès Carl von Ossietzky pour le Prix Nobel. En tout, Ossietzky est nommé 93 fois jusqu'à ce qu'il reçoive en 1936 le Prix Nobel de la paix pour l'année 1935.
Le 1er août 1935, Hellmut von Gerlach meurt à Paris à l'âge de 69 ans.

## Publications (sélection)
- Sozialdemokratisch oder nationalsozial. Redekampf zwischen Molkenbuhr und von Gerlach zu Emden am 15. November 1899, Emden 1900
- Die freisinnige Vereinigung im Parlament, Berlin 1907
- Das Parlament, Frankfurt am Main 1907
- Die Geschichte des preußischen Wahlrechts, Berlin 1908
- August Bebel. Ein biographischer Essay, München 1909
- Meine Erlebnisse in der Preußischen Verwaltung, Berlin 1919
- Der Zusammenbruch der deutschen Polenpolitik, Berlin 1919
- (als Herausgeber:) Briefe und Telegramme Wilhelms II. an Nikolaus II (1894–1914), Wien 1920
- Die deutsche Mentalität. 1871-1921, Ludwigsburg 1921
- Erinnerungen eines Junkers, Berlin 1924
- Die große Zeit der Lüge, Charlottenburg 1926
- Von rechts nach links, Éd. par Emil Ludwig. Zürich 1937 (Autobiographie, posthume)